# NGC 135
NGC 135 es una galaxia lenticular de 40.000 años luz de ancho localizada a 335 millones de años luz de distancia en la constelación de Cetus.

## Historia
NGC 135 fue descubierto el 2 de octubre de 1886 por Francis Leavenworth (y luego fue catalogado como NGC 135), pero cuando Stéphane Javelle lo redescubrió el 4 de noviembre de 1891, se pensó que era otro objeto, por lo que se llamó IC 26. Finalmente, en 1900, Herbert Alonzo Howe hizo la conexión entre los dos objetos como uno solo. (La causa de esto es que Leavenworth hizo una medición incorrecta).